# Einsteins fältekvationer
Einsteins fältekvationer (EFE) är tio ekvationer i Albert Einstein allmänna relativitetsteori, som beskriver gravitationen som ett resultat av att rumtiden kröks av materia och energi.
Ekvationerna publicerades första gången av Einstein 1915 som en tensorekvation, med rumtidens krökning på ena sidan likhetstecknet, och rymdens innehåll av energi och materia på andra sidan.
Einsteins fältekvationer används för att beräkna vilken krökning rumtiden får utifrån det rymden innehåller i form av energi och materia, på ett sätt som liknar hur Maxwells ekvationer används för att beräkna elektromagnetiska fält utifrån rymdens innehåll av laddningar och strömmar. 
EFE bevarar energi och rörelsemängd lokalt i rumtiden.  Där gravitationsfältet är svagt och all materia rör sig långsamt i förhållande till ljusets hastighet kan EFE reduceras till Newtons gravitationslag som en approximation.. 

## Matematisk form
Einsteins fältekvationer kan skrivas på formen:
{\displaystyle R_{\mu \nu }-{1 \over 2}g_{\mu \nu }\,R+g_{\mu \nu }\Lambda ={8\pi G \over c^{4}}T_{\mu \nu }}
där {\displaystyle R_{\mu \nu }\,} är Riccis krökningstensor, {\displaystyle R\,} den skalära krökningen, {\displaystyle g_{\mu \nu }\,} metriktensorn, {\displaystyle \Lambda \,} är den kosmologiska konstanten, {\displaystyle G\,} Newtons gravitationskonstant, {\displaystyle c\,} ljusets hastighet, och {\displaystyle T_{\mu \nu }\,} stressenergitensorn.
EFE är en tensorekvation som beskriver relationerna mellan en uppsättning symmetriska 4 x 4 tensorer.  Varje tensor har tio oberoende komponenter, och därför kan tensorekvationen skrivas ut som tio icke-linjära partiella differentialekvationer.  Friheten att välja koordinatsystem i rumtiden gör att antalet oberoende komponenter kan reduceras till sex.

## Lösningar
Eftersom det finns flera oberoende komponenter, krävs fler antaganden för att kunna lösa ekvationerna. Med vakuumapproximationen, {\displaystyle T_{\mu \nu }=0}, finns till exempel den triviala lösningen Minkowskirummet utan krökning, och Schwarzschilds lösning kring en icke-roterande sfäriskt symmetrisk massa.